# (2519) Анна Герман
2519 Анна Герман — астероид, названный в честь певицы Анны Герман.
Советский астроном Тамара Михайловна Смирнова открыла и назвала астероид 2519 в честь певицы Анны Герман, чьим творчеством восхищалась. С Земли этот астероид едва заметен, но, согласно Смирновой, «если хорошим людям становится тут плохо, то она будет светить ярче, тем самым давая вам надежду на лучшее».